# کانتون آلائوسی
کانتون آلائوسی (به اسپانیایی: Cantón Alausí) یک منطقهٔ مسکونی در اکوادور است که در استان چیمبورازو واقع شده‌است.

## خصوصیات
کانتون آلائوسی ۱٬۶۴۴ کیلومترمربع مساحت و ۴۲٬۸۲۳ نفر جمعیت دارد.